# 马克-安德烈·格拉尼亚尼
马克-安德烈·格拉尼亚尼（法語：Marc-André Gragnani，1987年3月11日—），加拿大男子冰球运动员，场上位置是后卫。他曾代表加拿大国家队参加2018年冬季奥林匹克运动会冰球比赛，获得一枚铜牌。